# SV Germania 1907 Wuppertal
SV Germania 07 Wuppertal was een Duitse voetbalclub uit Wuppertal, Noordrijn-Westfalen.

## Geschiedenis
De club werd opgericht in 1907 als BV Germania 07 Elberfeld. In deze tijd was Elberfeld nog een zelfstandige stad. In 1919 werd de naam gewijzigd in SV Germania 07 Elberfeld. Nadat Elberfeld in 1929 samen met Barmen werd de clubnaam, wel pas in 1936, ook gewijzigd in Germania Wuppertal.
In 1976 fuseerde de club met VfL 1912 Wuppertal en werd zo SV Borussia Wuppertal.